# Lotononis involucrata
Lotononis involucrata là một loài thực vật có hoa trong họ Đậu. Loài này được (P.J.Bergius) Benth. miêu tả khoa học đầu tiên.